# Klenová (district de Snina)
Pour les articles homonymes, voir Klenová.
Klenová est un village du district de Snina, dans la région de Prešov, en Slovaquie.

## Histoire
La première mention écrite du village date de 1548.

## Démographie

### Évolution de la population
| Année:               | 1994. | 2004.   | 2014.   | 2024.   |
| -------------------- | ----- | ------- | ------- | ------- |
| Nombre de personnes: | 515   | 533     | 530     | 496     |
| Différence:          |       | +3,49 % | -0,56 % | -6,41 % |

| Année:               | 2023. | 2024.   |
| -------------------- | ----- | ------- |
| Nombre de personnes: | 499   | 496     |
| Différence:          |       | -0,60 % |